# Vincenzo Botta
Vincenzo Botta, född 1818 och död 1894, var en italiensk lärd och författare.
Botta var först lärare i Turin, och blev senare professor i New York. Bottas mest berömda arbete är Dante as philosopher, patriot and poet (1865).